# École supérieure d'administration et de direction d'entreprises
 (février 2025).
ESADE (en catalan : Escola Superior d’Administració i Direcció d’Empreses) est une école de commerce espagnole située à Barcelone, en Catalogne. Elle fait partie des établissements privés d’enseignement supérieur les plus reconnus en Espagne dans le domaine du management et des affaires. Tout comme d’autres institutions privées telles que EU Business School (Barcelone) ou IE Business School (Madrid).
L’école propose divers programmes, notamment des Bachelors, des Masters, des MBAs et des formations pour cadres, en anglais et en espagnol. Ses programmes figurent régulièrement dans les classements internationaux tels que ceux du Financial Times, et du Wall Street Journal,.
Depuis 2024, le directeur général d’ESADE est Daniel Traça.

## Présentation

### Général
L'ESADE est rattachée à l'université privée Ramón Llull, et accueille environ 6 000 étudiants sur ses différents campus de Barcelone, Madrid, Casablanca et Buenos Aires. L'école possède des accords de collaboration avec une centaine d'établissements dans le monde. Parmi les partenaires de l'ESADE en Europe, on peut[style à revoir] citer HEC Paris, l'Université Bocconi de Milan l'Université de Saint-Gall, l'Université Érasme de Rotterdam qui forment un consortium permettant d'obtenir un double diplôme.

### Classement et qualifications
L'ESADE apparaît régulièrement comme l'une des cinq meilleures écoles de commerce d'Europe dans les divers classements publiés chaque année, et notamment celui du Financial Times. En 2013, le quotidien britannique classe l'école en troisième position de son classement des écoles de commerce européennes. Auparavant, son homologue américain, le Wall Street Journal l'avait distinguée en tant que meilleure école de commerce du monde pour deux années consécutives, en 2006 et 2007. 
Elle s'inscrit ainsi dans la lignée des autres écoles de commerce espagnoles, comme l'Instituto de Empresa de Madrid ou l'IESE également située à Barcelone.
En 1988, l'École reçoit la Creu de Sant Jordi, distinction décernée par la Generalitat de Catalogne.

### Admission
Les critères d'admission au programme MBA et au programme MSc sont plutôt identiques. Pour le programme MBA, il faut par contre plusieurs années d'expérience professionnelle. Ils comprennent : 
- GMAT
- TOEFL/IELTS (tests en anglais)
- Bachelor Diplôme (plus les notes sont bonnes, plus on a de chances d'être accepté)
- Deux lettres de recommandations
- Curriculum vitæ (en anglais)
- Plusieurs rédactions sur la personnalité et la motivation
- Entretien avec les professeurs de l'école